# Christoffer Schenck

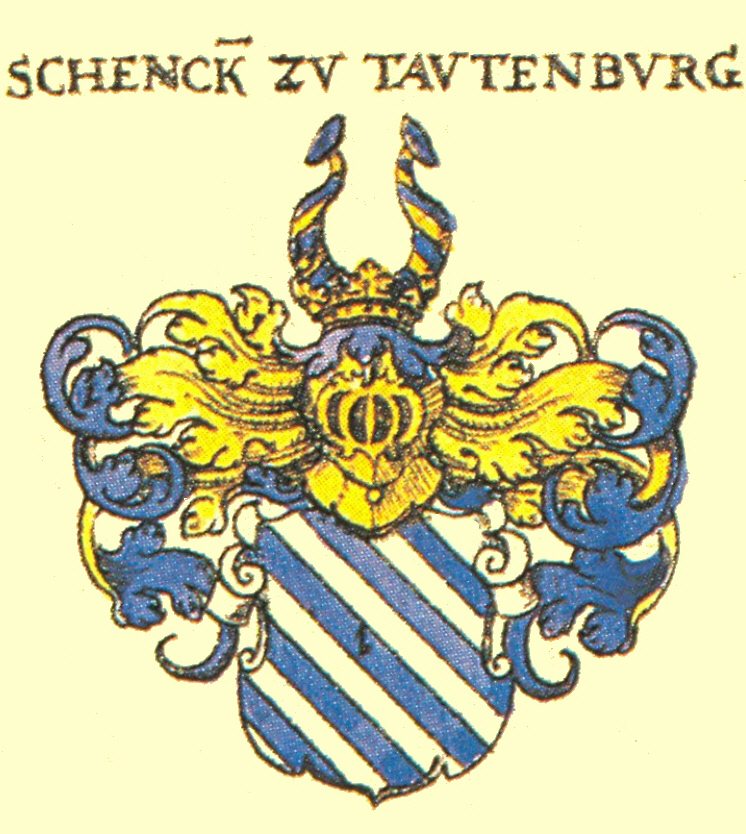
Adelsvapen för släkten Schenck av Tautenburg

Christoffer Schenck, död omkring 1614, var svensk överste, krigsråd och bruksägare. Han var ursprungligen en tysk adelsman och som kom att verka i Sverige under senare delen av 1500-talet och början på 1600-talet. Han engagerade sig bland annat i det svenska bergsbruket. 

## Biografi
Schenck var friherre till tyska Tautenburg i Türingen och pantherre till likaså tyska Schulenburg.  Han var en av de adelsmän som 1562 följde med Johan III och dennes nyblivna hustru Katarina Jagellonica till Åbo efter Johans polska resa.  
Han fängslades 1563 i samband med Åbo slotts erövring. Efter frigivning tog han tjänst som ryttmästare under hertigen av Alba. Schulenberg fick han i pant vid avskedet som ersättning för sina fordringar. 1577 kallades han av Johan den III att bli svenskt krigsråd och överste. 
Han gifte sig 1590 på Strömsholm med grevinnan Katarina Brahe som var dotter till riksdrotset Per Brahe. Paret fick 1596 en son, Peter Schenck, men samtidigt avled Katarina i barnsäng på Strömsholm. 
Schenck avled omkring 1614 (före 15 februari 1615)

### Schencks ekonomiska verksamhet
Christoffer Schenck kom att bli ekonomiskt mycket aktiv i Sverige, främst med inriktning på bergsbruk. 1585 slöt han ett unikt kontrakt med Johan III där det avtalades att han arrenderade samtliga bergverk i landet. I vilken mån detta arrende blev verklighet och hur det i så fall påverkade de olika bergverken är oklart. Redan samma år kom han med ett förslag till kungen om att få överta hela Sala silvergruva för 26000 daler om året. Johan III lät 1587 sin fogde Olof Knutsson granska förslaget, men det är inte heller här känt om förslaget accepterades. Klart är emellertid att han kom att bli involverad i någon form i driften av Sala gruva. 1588 skrev riksrådet Hogenskild Bielke till ståthållaren Erik Sparre att ett antal bönder från Sala bergslag klagat över de stora krav på vindkörningar som Schenck hade på dem.
Schencks intressen begränsade sig dock inte till Sala gruva. 1587 förlänades han Säters gård och Garpenbergslagen på två år av Johan III. Två år senare förlänades han Dalsby fjärding och By socken på två år. Efter de tvååriga förläningarna behöll han områdena, men mot viss avgäld. Han erhöll också 1593 Ods gäll i Västergötland men miste sedan Garpenberg 1594 och By 1595. Säters gård och Dalsby fjärding behöll han till 1598.
Säters gård som Schenck fått som förläning och sedan arrenderade omfattade även en del i brytningen i Bispbergs gruva liksom järnbruket i Säterdalen med både masugn och smedjor. Järnbruket var en viktig leverantör av järndetaljer bl.a. till Kopparberget i Falun.
Under den tid som Schenck har haft förläningar eller arrenden hade Sverige flera regenter. Han tycks således ha accepterats av såväl Johan III som Sigismund och hertig Karl. Men han tycks också ha samarbetat med änkedrottningen Katarina (Stenbock) på vars slott han också gifte sig och där hans hustru avled i barnsäng (se ovan). Katarina tycks ha deltagit i järnbruket på Säters gård. Det framgår av ett protokoll från ett gruvting vid Bispbergs gruva 1596 som Erik Sparre höll, där änkedrottningen och Schenck tillsammans åtar sig att betala den skuld som de lokala bergsmännen hade till Christoffer Klem för 40 skeppund järn som gått åt när han byggde en vattenkonst (stånggång) vid gruvan.